# 廻し

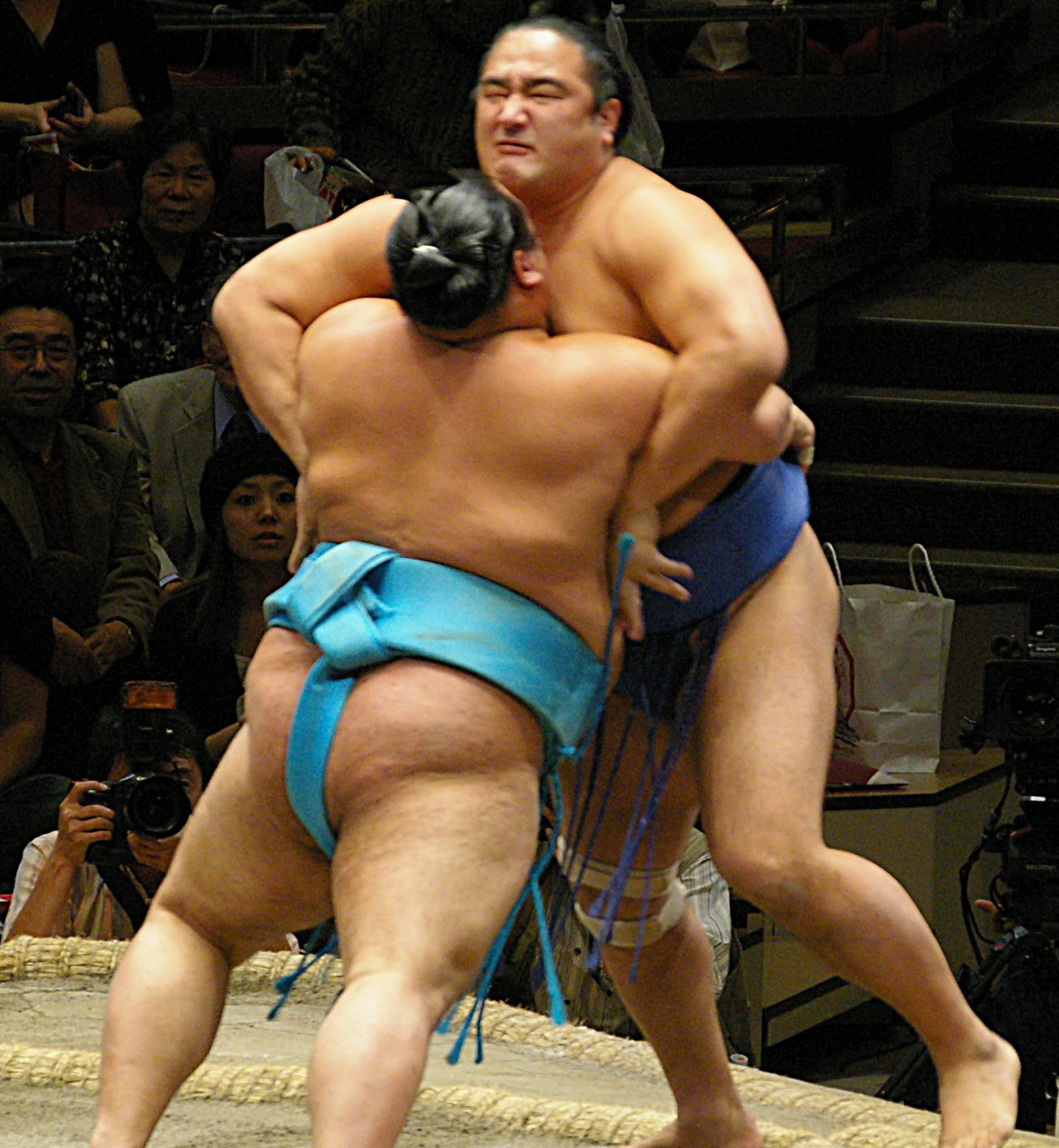
廻しを締めて相撲をとる力士（左・豊ノ島大樹、右・安美錦竜児）

廻し/回し（まわし、歴史的仮名遣：まはし）とは、競技や神事として行われる相撲で用いられる被服の一種。ふんどしの一種であることから、相撲褌ともいう。締め込み/締込み（しめこみ）ともいう。
絹で作られ、力士の腰部を覆い、重心部となる腰や腹を固めて身を護り、さらに力を出すために用いられる。稽古廻しや幕下以下の力士、アマチュア競技者が締める廻しは雲斎木綿または帆布と呼ばれる硬い木綿布で出来ている。これは転倒時の怪我の防止と身体の保護や取組みでの技を掛けることを目的としている。

## 締め方
廻しは相撲にとっては欠かせない用具であるので調製は念入りに、丁寧な取り扱いを必要とされる。締め込む際は心身共に緊張させ、邪念、汚心を去り、清明、明朗の心境を以て締め込まなければならないとされる。
着装の際には通常補助者を必要とし、以下の手順で着装する（アマチュア用木綿廻しの場合）。
- 長さは6m（青年男子用）程度、幅45cm程度の帆布（消防のホース生地などに用いられる）を四つ折りにして、前部（前袋）は二つ折りで前端を押さえて陰部を覆い、八折りにして股間を跨ぎ、その後の腰回り部分（横褌）から再び四つ折りにして左回りに身体に3〜4回巻き付けて、最後に後端を八折りにして縦褌（たてみつ）に巻き付けて結ぶ。基本は前垂れ式の六尺褌の締め方に似ているが前垂れは畳んで横褌に挟み込み、わずかに覗かせるだけである。補助者は、後立褌の下に巻き終わりの先端を通して上に引っ張り上げる。着装者は腰を落とし締め上げる。ここを疎かにすると競技中に廻しが解けてしまう原因となる。ただし体に負担が掛かるほど締め上げる必要はない。解く時はその逆となる。

長さは自分のウエストの約7〜10倍の長さとされ、4.5m〜9m程度と個人の体型によって異なる。主に白色が多いが、一部では黒色や水色等がアマチュア相撲競技者の間で用いられている。大相撲に於ける廻しの色に関しては後述する。
着装時には下に何も着けないことが原則であるが、力士の場合は化粧廻しを締める際には下に六尺褌を締めているといわれる。
廻しは確実に締め込まなければならない。「ゆるふん」は故意に相手を不利に陥れようとする狡猾なる手段として、相撲道に反する最も戒むべき行為であるとされている。

## 取り扱い
新品の廻しは糊が効いていて、非常に堅く、稽古を通して発汗する汗を吸い込むことで身体に馴染むようになる。廻しに付く汗や泥の汚れが各競技者で違うことで廻しの使用者の特徴が出てくる。このため、相撲道場などで干し掛けられた各競技者の廻しの中から容易に自分の廻しを見分けることができると言われている。
締め込みは材質の問題から、洗濯を重ねると生地がへたって廻しの持つ身体の保護機能を失ってしまうため、また験担ぎ（げんかつぎ）の意味からも、廻しは基本的に洗濯をしない。ただし、木綿製のものは新品だと型崩れ防止のため洗濯糊で糊付けされている場合があるので、これを落とすために洗うことがある。一度洗って糊を落とすかまたは何も処理せずに使い始めるかに関しては、各競技者の好みの問題でもある。大相撲の場合は、折りたたみ以降の工程を容易にする目的で、新品の廻しを柔軟剤を入れた湯で（通常1 - 3時間程度）煮込むことも行われており、煮込んだあとは灰汁を洗い流してから天日干しする。その他、自分の師匠が亡くなった時だけは例外的に廻しを洗濯することが認められている。
洗濯しない理由は、特に安価な木綿廻しの場合、使用に耐えないほどの汚れの場合には廃棄して新調してしまうからという側面もある。洗濯を実施している相撲教室などもある。
洗濯しないからと言って湿ったまま放置して良い訳ではなく、使用後は泥を落として日の当たらない場所に干す。前袋、立褌になったところの内側（陰部が当たっていたところ）を消毒用アルコールで清拭することもある。
アマチュア相撲では原則として廻しの下には何もつけず、素肌に締める。しかし廻しの衛生対策は日干しをする程度だけで、原則洗濯を行わないことから、衛生上の理由で相撲用サポーターや六尺褌、または水着を用いて、その上から廻しを締める競技者もいる。また、近年では相撲が海外や女性（新相撲）の間でも普及するようになったことから、競技者の一部には臀部の露出を嫌い、スパッツ、ショートパンツやレオタードの上から廻しを締める例も出ている。
わんぱく相撲までは全国で5万人を越える参加者がありながら、中学生以上になると競技者人口が激減していることから、アマチュア相撲を統括する、財団法人日本相撲連盟は中学生以上の競技人口を増やす措置として、競技規則を改正し、「児童及び生徒は廻しの下に紺又は黒色のアンダーパンツを着用することを原則とする」と2007年に競技規則を改正した。ただし、「国技館での競技はこの限りではない」として、小中学生の相撲競技ではアンダーパンツの着用を義務付けた。また、後述する相撲パンツ・簡易廻しといったものを利用する事も容認されている。
大相撲では廻しの下には何もつけず、素肌に締めているが、負傷箇所を保護するための包帯やテーピング等を着ける事までは制限されていない。十両以上の関取は稽古用の白い廻し（泥廻し、木綿）と取組用の繻子廻し（締め込み・取り廻し、絹）の2種類を使い分ける。幕下以下の力士は取り廻しと稽古廻しの区別はなく、本場所でも稽古廻しを使用する。また年寄（親方）が稽古で指導を行う場合にも白い廻しを着用する。
大相撲では稽古廻しの色は厳密に区別されており、年寄ならびに十両以上の力士だけが白色で、幕下以下の力士は黒色の廻しと決められている。上下関係が厳しい番付社会の相撲界で、力士は初めて白い稽古廻しを締めたことで自分の番付が昇したことを感じると言われている。なお、普通の稽古廻しを締めた力士に混ざって締め込みで稽古をする力士の映像が存在するがこれは新十両が決定した力士や締め込みを新調した力士が締め込みに慣れる目的で行なっているものである。白い廻しについては、部屋付きの行司などが相撲文字を用いて名前を入れる。
関取の取り廻しは日本相撲協会による規定では紺・紫色系統のものを使用することと定められているが、カラーテレビの普及と共に色とりどりの廻しが咲き乱れることとなり、実際は白でなければ黙認されており、事実上自由となっている。昭和32年11月場所で玉乃海太三郎が締めた金色の廻しが「カラー廻し」の始まりとされる。昭和33年9月場所、協会規定により関取資格者は廻しの色を黒か紺に統一することにしたが、その後も輪島や高見山など個性的な色調の廻しで人気を博した関取は少なくない。
北の富士の現役時代には、体になじむまで何年もかかるという考えから、取り廻しは1人につき1本だけしか持たないのが普通であり、痛んだらそのたびにミシンで修繕した。

## 前垂と下がり
| 左は関取（琴奨菊和弘）、右は幕下以下の力士である。いずれも蹲踞の姿勢をとっているが、関取は布海苔（ふのり）で固めた下がりを用い、幕下以下は柔らかいままの下がりを用いるため、明らかな違いが見て取れる。前者の下がりは太腿と胴に挟まれて斜め上に跳ね上がり、後者の下がりは太腿の曲面に沿って垂れ下がる。 |  | 左は関取（琴奨菊和弘）、右は幕下以下の力士である。いずれも蹲踞の姿勢をとっているが、関取は布海苔（ふのり）で固めた下がりを用い、幕下以下は柔らかいままの下がりを用いるため、明らかな違いが見て取れる。前者の下がりは太腿と胴に挟まれて斜め上に跳ね上がり、後者の下がりは太腿の曲面に沿って垂れ下がる。 |
| 左は関取（琴奨菊和弘）、右は幕下以下の力士である。いずれも蹲踞の姿勢をとっているが、関取は布海苔（ふのり）で固めた下がりを用い、幕下以下は柔らかいままの下がりを用いるため、明らかな違いが見て取れる。前者の下がりは太腿と胴に挟まれて斜め上に跳ね上がり、後者の下がりは太腿の曲面に沿って垂れ下がる。 |  | |

江戸時代の土地相撲（名目上は勧進相撲）においては、幕内力士の取組には、形はやや違うものの今でいうところの「化粧廻し」（※後述）が使われていた。これは、相撲絵（相撲の浮世絵）などにも描かれて今日に伝わっている（■右の画像を参照）。
当時の幕内力士の廻し（今でいう化粧廻し）には、観客に見せる目的で前に垂らす部分である「前垂/前垂れ（まえだれ）が、欠かせない部分としてあったわけであるが、相撲を取るにあたって動きの妨げになることは明らかで、江戸時代半ばになって取り払われ、前垂無しの状態の廻し、すなわち現代語で普通に「廻し」あるいは「締込み/締め込み（しめこみ）」と呼ばれているものに変わった（※当時は今『化粧廻し』と呼んでいるものに特別な名称は無かったので、形が変わろうとも名称が変化したわけではない）。
前垂が取り払われたれ際、前垂の最下部に付いている装飾用の総（ふさ）であった「下がり（さがり）」だけは、総の数を大幅に減らしたうえで残された。このような新しい形の下がりが生まれたことで、土地相撲に流れを汲む大相撲の力士には、これ以降、蹲踞する際に手で下がりを左右に掻き分けて太腿と胴の間に置くという独特の動作が加わった（■右列に画像あり）。ただ、前垂と同じく下がりも廻しに固定されていたことから、意図せずこれに指を引っ掛けて負傷する力士が多く、その対策として、下がりは褌の布本体とは切り離された部品に改められ、締め込んだ前褌（まえみつ）に挟み込んで固定するだけで力が掛かれば簡単に抜け落ちるものに変えられた。前褌に挟み込んで固定する必要から、挟み込めるだけの面を備えた短い横帯と、その下に垂れる紐からなる構造に変わった下がりは、もともと総であった名残で、変革後も、縄暖簾（なわのれん）のような柔らかいただの総であったが、関取が用いる下がりに限っては布海苔（ふのり）で塗り固められたやや硬質なものに変わった（※変更された時期は不明）（■右列に画像あり）。布海苔で固めた下がりはそれほど硬いわけではないので、取組中に折れることも多い。その時は、濡らした後、まっすぐに成形し直して干しておけば、再び布海苔が利いて元に戻る。現在の下がりについて、本数は力士の体格に合わせて変えられているものの、17本前後が原則であり、偶数は割れる数であることから「土俵を割る」につながるため、験を担いで奇数になるように作られている。2019年5月場所のさなかの報道によると、この頃の関取の下がりの本数はほとんどの場合13本である。幕下以下の力士も取組の際には下がりをつけて土俵に上がるが、こちらは布海苔で固められていない旧来の柔らかなタイプが使われている（■右列に画像あり）。幕下以下の場合、下がりの色は原則として自由である。なお、前相撲の力士は下がりをつけずに取組を行う。

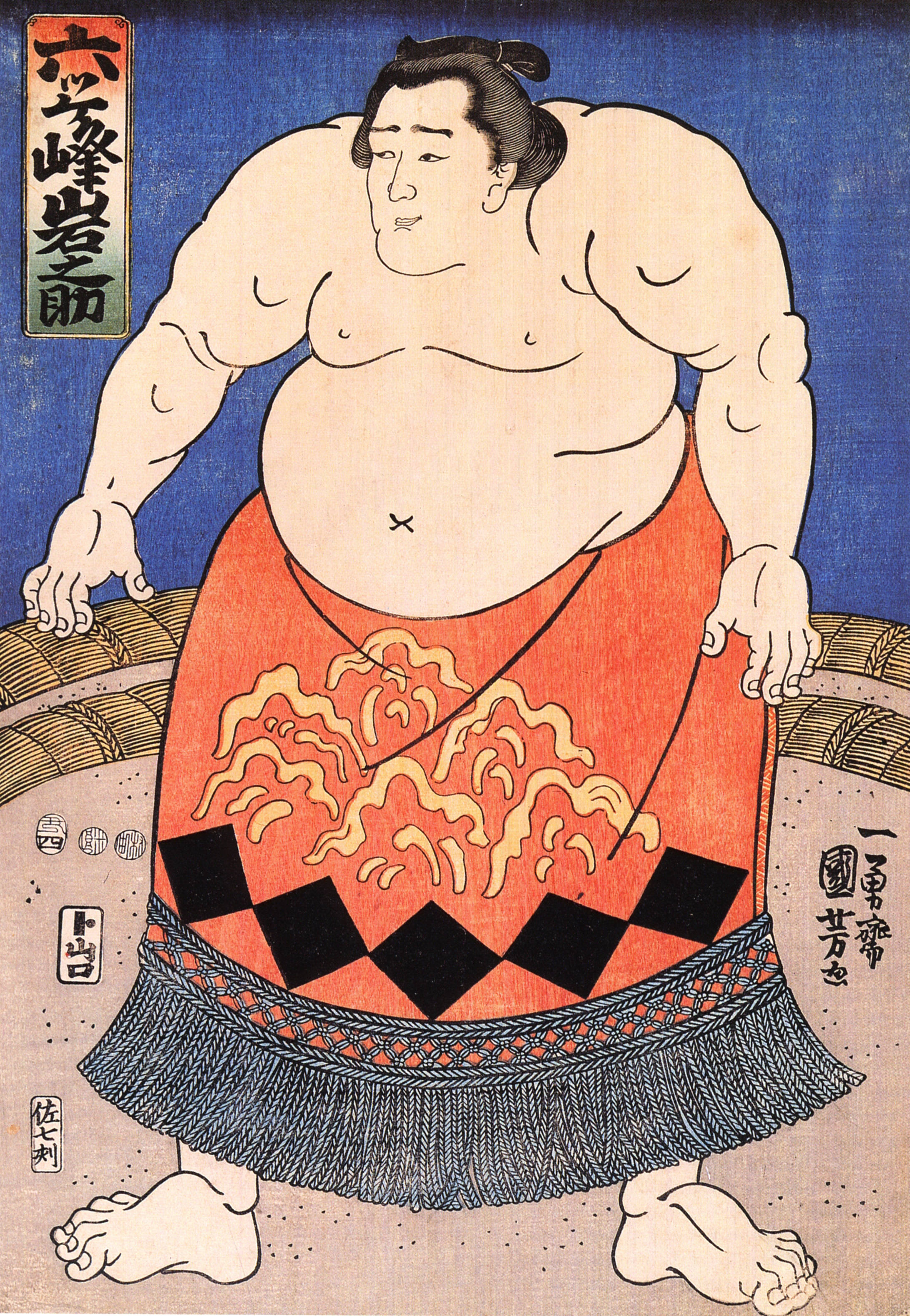
廻し（形状は今でいう『化粧廻し』）を締めて土俵に立つ江戸時代の力士／浮世絵師・歌川国芳の相撲絵『六ッケ峰岩之助（むつがみね いわのすけ）』。廻し姿の図。三保ヶ関部屋の力士で、江戸後期の大坂相撲の大関。
現代の化粧廻し (cf.) は前垂 が前褌 の下を通って腹を隠すほど上まで体を覆うが、江戸時代の前垂は腹を覆ってないことも、こういった相撲絵から読み取れる。

現代の下がりは取組中の激しい動きの中で外れることが多い。先述のとおり、挟み込む面を前褌に挟み込んでいるだけであるため、相手力士に前褌を取られて引き付けられれば挟み込む力が失われて簡単に外れるし、力士本人と相手力士から加えられる様々な方向性の力のために廻しが全体的に緩むことでも外れる。意図せず指を引っ掛けるなどしても容易く抜け落ちるようになっている。取組中に落ちかけている下がりを行司が引き抜いて、邪魔にならないよう土俵の外へ放り投げることも多い。取組の終了後、外れた下がりは力士本人が持って動くことになるので、前褌に挟まれる部分の形状などはこの時によく目にすることができる。物言いが付いて取り直しが決まった場合でも、外れた下がりを付け直すことはなく、下がりの無い状態で取り直す。
「取組前に下がりが外れると反則負けになる」という俗説があるが、そのような事実は無い。取組中の激しい動きの中で外れることが多いとは言え、下がりが取組前に意図せず外れることは基本的に無い。実際に取組前に下がりが外れた事例はほとんど無い。
元々江戸時代の大相撲において化粧廻しの前垂は取組中に廻しがずれた際に局部が見えないようにするための役割を持っており、その名残であるさがりも建前上は緊急時に局部を隠すために存在するといわれる。
呼出が懸賞金の熨斗袋にさがりを刺すことがあるが、これは所作ではなく懸賞金を落とさないように呼出が配慮して行うものである。
極めて稀だがさがりが跳ね上がって髷に引っ掛かると行司から「さがり待った」が掛かり、勝負が止まって髷からさがりが外される。

## 廻しをめぐる戦術と勝負規定
廻しは、相撲の取組中において、力士が握りこんで力を出すために使われる。主として相手力士のそれを掴んで引き寄せつつ、押し込む。あるいは廻しを片手に掴んで投げる。
廻しは基本的に固く締めるが、わざと緩めに締めたり、柔軟な体質のためにすぐ緩んだりして、廻しを取った相手の力を十分に出させない戦術を使う者もいる（例：照國、大麒麟、若嶋津、旭富士、武双山、など）。「緩い褌」の意をもって「ゆるふん」と呼ばれ、ときに非難の対象となる。「ゆるふん」の対義語として顕著に固く締め込む「かたふん」という概念もあり、2代目若乃花、千代の富士、貴闘力、琴奨菊などがその代表である。多くの場合小兵が廻しを切りやすくするための努力として行う。
相手の前袋を掴んで引いたり、横から指を突っ込むことは禁じ手とされている。後立褌の場合は、行司（審判）が注意して組み手を変えさせられる。
大相撲の規則の勝負規定では、廻しが緩むことで前袋（まえぶくろ。股間前面を覆う部分）に納まっているべき局部（性器）が露出した場合、反則負けになる。これを「不浄負け」という。ただし、前袋を形作っていた部分が解けてしまった場合、布の端に当たるこの部分は1本の帯の状態に戻って垂れ下がるが、この布そのものの垂れ下がりが土俵に達しても、それ自体は反則には当たらない。2017年（平成29年）3月26日には、春場所の千秋楽における三段目の取組で、西山（尾上部屋）の前袋が緩んでそのような状況になった。この時は審判員の判断で反則負けにされてしまったが、後日、誤審と判明し、同取組の審判員5名が二所ノ関審判長より厳重注意処分を受けた。

## 化粧廻し

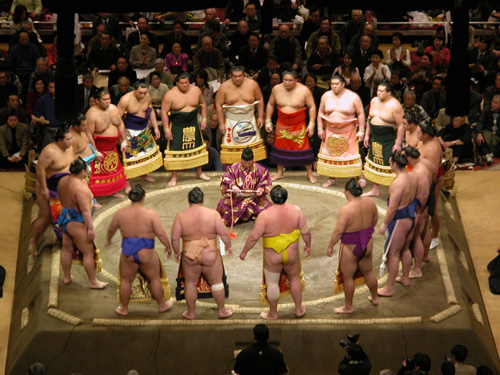
化粧廻しを締めて土俵入りを行う、大相撲の関取達 / 2005年初場所における幕内土俵入り。

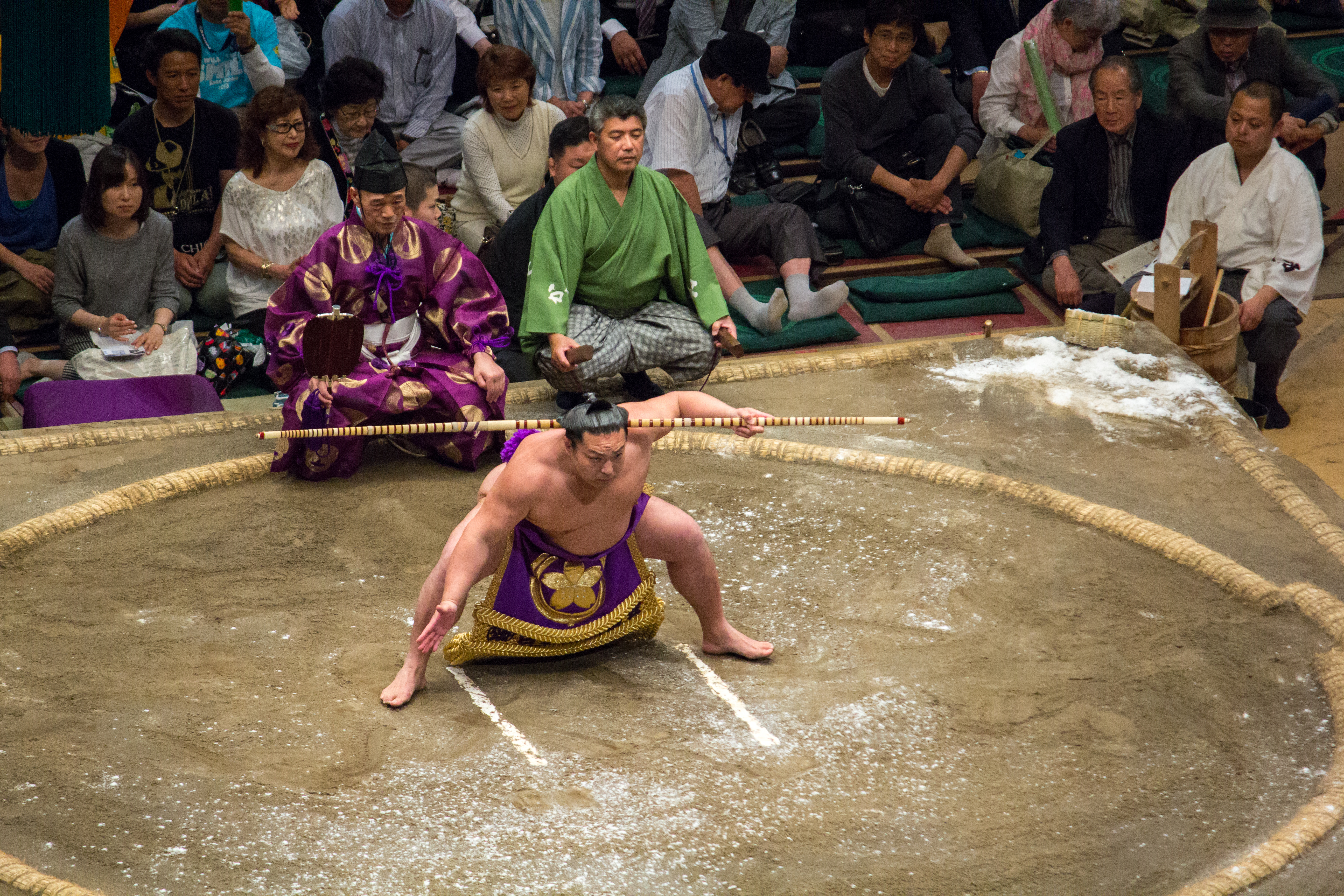
弓取式

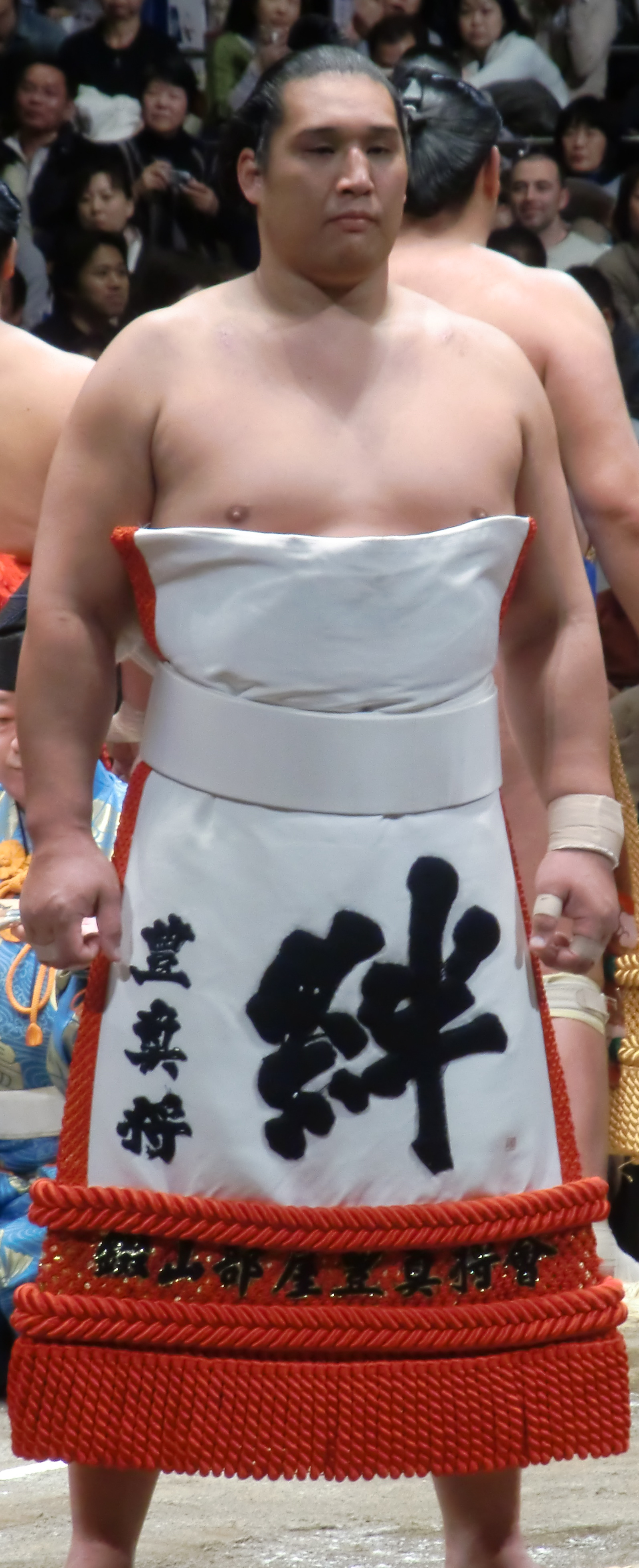
関取・豊真将紀行の化粧廻し / 筆文字（毛筆書き文字）を基にして白地に黒で「絆　豊真将」と刺繍されている。
現代の化粧廻しは廻し（締込み）の先端1メートルほどを前垂として垂らす。この画像で見られるように、前垂は前褌に挟み込んで固定し、前垂の上部は腹を覆っている。江戸時代のもの (cf.) とは構造的に大きく異なる。

化粧廻し（けしょうまわし）は、大相撲における儀式用の廻しであり、土俵入りを行う関取と、弓取式を行う力士が締める。
現在のものは、博多織もしくは綴れ織（つづれおり）による、長さ約7メートル、幅約67センチメートルの1枚の帯状の布で、その先端1メートルほどを前に垂らす部分とし、残りは四重に折って腰に三重に巻く。前垂/前垂れ（まえだれ）の部分には金糸・銀糸・色糸で華やかな図案を刺繍し、下部に金色・朱色・緋色・紫色などの総（ふさ）を垂らす。
横綱の場合は、本人の分のほかに太刀持ち役と露払い役の力士の分も含めた三つ揃い（いわゆる三点セット）である。
協賛企業、出身校、後援会、タニマチから贈呈されることが多い。
新弟子が前相撲を終え、新序披露される際にも化粧廻しを着けて土俵に上るが、その際には部屋の兄弟子や親方から借りて着用している。
なお、前垂のみで構成され、エプロン状に仕立てられたものが祭用や子供用に作られる。歌舞伎や一部の歌舞伎舞踊でも使われ、これを伊達下がりという。
現在では関取昇進の祝賀会でお披露目を兼ねて新品の化粧廻しを贈ることが一般的であるが、1960年代の頃は関取に定着するまで兄弟子のおさがりを使用することがあった。北の富士の場合は兄弟子の佐田の山の化粧廻しをしばらく流用し、元の名前の書いてあるところの刺繍を剥がして自分の名前にして使用していた。
化粧廻しの馬簾の色に紫を使えるのは、横綱、大関・元大関、および、横綱土俵入りの太刀持ち・露払いを務める者に限られる。紫以外の馬簾の色については特に制限はない。
江戸時代中期頃までは、力士は化粧廻しを付けたまま取組を行っていた。

### 化粧廻しの意匠
化粧廻しの意匠（デザイン）に関して、少なくとも戦後（第二次世界大戦後）においては自由度が高い。
出身地にちなんだデザインを採用する例もあり、白熊は出身である須賀川市の伝統行事「松明あかし」をモチーフとしている。
サブカルチャーなどのキャラクターを採用したものも見られる。古くは、のちに漫画家に転向した十両・田代岩が手塚治虫の漫画『鉄腕アトム』の主人公・アトムの化粧廻しを締めていた。玄武満は十両昇進を果たした1973年初場所から赤塚不二夫の漫画『天才バカボン』の「バカボンのパパ」の化粧廻しを締めて話題をさらった。関脇・鷲羽山佳和は、漫画家はらたいらが贈呈した「モンローちゃん」の化粧廻しを締めていた。常の山日出男は、1978年夏場所の十両昇進時、ちばてつやの相撲漫画『のたり松太郎』の主人公・荒駒とその相棒・駒田中をあしらった化粧廻しを締めていた。前頭・戦闘竜は、秋本治の漫画『こちら葛飾区亀有公園前派出所』の主人公・両津勘吉をあしらった化粧廻しを締めていた。関脇・土佐ノ海敏生は、共に高知県出身ということで横山隆一の漫画『フクちゃん』の主人公・フクちゃんをあしらったものを締めていた。千代大龍は、ゆでたまごの漫画『キン肉マン』の主人公・キン肉マン（キン肉スグル）が闘志の炎をたぎらせた姿をあしらったものを使用。これは、朱に近い赤と黄色の地色でも闘志を表現したとりわけ目立つ化粧廻しで、作中の台詞「火事場のクソ力」の言葉入りであった。勢は、西原理恵子の漫画『毎日かあさん』の「かあさん」をあしらったものを医師・高須克弥から「高須クリニック」名義で贈呈されて締めていた。千代皇は、与論島に別荘がある縁で北見けんいちの漫画『釣りバカ日誌』の主人公・ハマちゃんの化粧廻しを締めていた。
2017年（平成29年）には、漫画・アニメのキャラクターが史上初めて横綱の化粧廻しに用いられた。稀勢の里が横綱昇進を果たした時の話であり、横綱土俵入りを行う3名に対して『北斗の拳』の主要登場人物をあしらった化粧廻しが贈られた（※2017年5月6日、横綱昇進披露宴にて初公開）。横綱・稀勢の里には、生き様に通じるところがあるということで主人公ではなく孤高の強敵であるラオウが、太刀持ちの髙安には主人公のケンシロウが、露払いの松鳳山にはトキが割り当てられた。これらは『北斗の拳』を製作する株式会社コアミックスの漫画製作スタッフがイメージスケッチまで含めて原画を手がけた。稀勢の里の後援会会員でもあるコアミックスの堀江信彦社長がなかなか芽の出ない稀勢の里に「横綱になったら」と約束したもので、「北斗の拳の、ラオウがいい」と希望したのは稀勢の里本人であった。後退することのない孤高の強者であったラオウは、「言い訳をするな」「勝負師は孤独であれ」という先代師匠の教えにも通じるお気に入りであったからという。また、稀勢の里は贈呈された物として『ハローキティ』のキティ・ホワイトの化粧廻しを使用していたこともある。企業マスコットとしては、熊本県出身の佐田の海が2014年5月場所から「くまモン」の化粧廻しを締めていた。萌黄色を地色に正面顔のくまモンが最大限の大きさであしらわれていた。同じ時期（2016年7月場所以降）には、奈良県出身の德勝龍が、四股を踏む「せんとくん」をあしらった化粧廻しを締めていた。

## 簡易廻し・相撲用サポーター等
学校で相撲を履修している場合やアマチュアの選手の場合においては、スパッツやショートパンツの上から締めたり、相撲パンツと呼ばれる腰部に横廻しと同じ位の太さのベルトが巻かれたショートパンツで代用する事もある。
小学生以下用に簡易廻しと呼ばれる、ショートパンツの上から着装する専用のものもある。最近は相撲用サポーターという商品も販売されている。
なお、ショートパンツの上から廻しや簡易廻しを着装する場合には、格闘技である事を考慮して、なるべく体に密着したものを使うことが望ましい。同様にボタンやフックのような金具類が付いていないほうが受傷し辛いと言える。
スパッツやショートパンツの上から締める場合や相撲パンツ、簡易廻し、サポーターを使用するメリットは、
1. 汗などを吸い取ってくれるため、清潔を保ちやすい。
2. デリケートな部分であるため、直接締めると予期せぬダメージを負う可能性があり、これを低減できる。
3. 臀部を露出することに抵抗のある人であっても相撲を楽しむことが出来る（小学生女子の場合は体操着に簡易廻しという組み合わせが、新相撲競技に於いてはレオタードに廻しの組み合わせが一般的）。
4. 廻しの下に一枚あるため、万が一解けてしまっても局部露出のリスクが低減できる。ただし、局部が見えなかったからといって「不浄負け」の反則が回避されるわけではない。
5. 相撲パンツ、簡易廻しに限ったことだが、極めて安価であるため、金銭的な負担が少ない。ただし、廻しそのものも高級品を除けば他のスポーツのユニフォームと比べて特に高価という事もない。

## 関連する諺や成句
- 人の褌で相撲を取る
- 緊褌一番

そのほか、前出の「ゆるふん」なる語句は、政府などが外交問題などで弱腰な態度を取っている際に新聞・雑誌記事では、その事に対する批判的な文脈で登場することがある。